# Une femme de tête (film, 1957)
Pour les articles homonymes, voir Une femme de tête.
Pour plus de détails, voir Fiche technique et Distribution.
Une femme de tête (Desk Set) est un film américain de Walter Lang, sorti en 1957.

## Synopsis
Richard Sumner, un ingénieur met au point un ordinateur capable de tout organiser dans un bureau. Bunny Watson, responsable du service, préfère travailler à l'ancienne. Ces personnages aux méthodes de travail divergentes tombent amoureux.

## Fiche technique
- Titre : Une femme de tête
- Titre original : Desk Set
- Réalisation : Walter Lang
- Scénario : Phoebe Ephron et Henry Ephron d'après la pièce de William Marchant
- Production  : Henry Ephron
- Société de production : 20th Century Fox
- Musique : Cyril J. Mockridge
- Photographie : Leon Shamroy
- Montage : Robert L. Simpson
- Direction artistique : Maurice Ransford et Lyle Wheeler
- Costumes : Charles Le Maire
- Pays d'origine : États-Unis
- Langue : anglais
- Format : Couleur (DeLuxe)
- Genre : Comédie
- Durée : 103 minutes
- Dates de sortie : 1er mai 1957 (États-Unis)

## Distribution
- Katharine Hepburn : Bunny Watson
- Spencer Tracy : Richard Sumner
- Gig Young : Mike Cutler
- Joan Blondell : Peg Costello
- Dina Merrill : Sylvia Blair
- Sue Randall : Ruthie Saylor
- Neva Patterson : Miss Warriner
- Harry Ellerbe : Smithers
- Nicholas Joy : Mr Azae
- Diane Jergens : Alice
- Don Porter : Don